# Rașcov
Rascov (en rumano: Rașcov; en ruso: Рашково, romanizado: Ráshkovo; en ucraniano: Рашків, romanizado: Ráshkiv) es una comuna y pueblo ubicado en la parcialmente reconocida República de Transnistria, dentro del distrito de Cámenca, aunque de iure pertenece a Moldavia. Rascov es una de los lugares más antiguos de Transnistria.  

## Toponimia
Algunos sostienen que el nombre deriva del término rumano para Lactarius deliciosus, una variedad de hongo. Sin embargo, hay varios asentamientos en Polonia y Ucrania con el mismo nombre, lo que pone en duda esta afirmación. En rumano hay otros nombres que también se usan para el pueblo como son Râșcov y Rașcu. Otros nombres históricos del pueblo existen en polaco: Raszków. 

## Geografía
Rascov se encuentra en la parte norte Transnistria, entre Rîbnița y Cámenca, en la orilla izquierda del río Dniéster, a 16 km de Cámenca.      
La comuna se compone de tres pueblos: Rașcov y Iantarnoe (en ruso: Янтарное; en ucraniano: Янтарне).
En las afueras de Rașcov se encuentra el Parque Nacional de Rașcov, una extensa reserva paisajística natural protegida. Las autoridades han editado un Atlas de Transnistria, que se refiere a la zona alrededor de Rașcov como los Alpes de Transnistria.    

## Historia
El pueblo de Rașcov fue fundado en 1402 como un puesto comercial en el río Dniéster. Rascov es conocido por haber albergado en el pasado a una importante población polaca. Desde el siglo XV, todo el norte de Transnistria fue parte del Gran Ducado de Lituania, y más tarde del reino de Polonia en la Mancomunidad polaco-lituana (1569-1793), que fomentó la migración de campesinos al territorio desde áreas pobladas vecinas.
Durante la Edad Media, el pueblo albergó una de las siete ferias más importantes de la zona del Dniéster-Bug Meridional. Antes de pasar a formar parte del Imperio ruso en 1793 durante la segunda partición de Polonia, los grupos más grandes que vivían entre los ríos Dniéster y Bug eran campesinos moldavos, rutenos (ucranianos) y tártaros.
En Raşcov se instaló el rabino Jacob Josef de Polonne, un destacado tzadik jasídico judío y uno de los primeros discípulos del fundador del judaísmo jasídico, Israel ben Eliezer. Su libro, Toldos Yaacov Yosef, fue la primera obra jasídica jamás publicada (fechada en 1780). Su trabajo es una de las fuentes más importantes sobre el Baal Shem Tov y los miembros de su corte.
En 1924, Raşcov pasó a formar parte del óblast autónomo de Moldavia, que pronto se convirtió en la República Socialista Soviética Autónoma de Moldavia, y en la República Socialista Soviética de Moldavia en 1940 durante la Segunda Guerra Mundial. De 1941 a 1944, Raşcov fue administrada por el reino de Rumania como parte de la gobernación de Transnistria.
Durante el conflicto de Transnistria, había una célula de la ONURS en el pueblo.

## Demografía
Según el censo de 2004, los ucranianos representaban el 87% de la población local; los rumanos son el 9,17% y los rusos, el 4,44%.

## Economía
Los principales sectores de la economía rural son la viticultura, la horticultura, el cultivo de hortalizas y el cultivo de cereales y cultivos industriales.

## Infraestructura

### Arquitectura, monumentos y lugares de interés
Rascov y sus alrededores albergan numerosos monumentos históricos y arquitectura, entre ellos la iglesia polaca de San Cayetano, que recientemente ha sido objeto de una extensa renovación. La iglesia fue construida cuando esta parte de Transnistria formaba parte de la Corona del Reino de Polonia, con generosas contribuciones del príncipe moldavo Petru Rareş. 

### Transporte
La carretera Tiráspol-Cámenca pasa por el pueblo.

## Galería

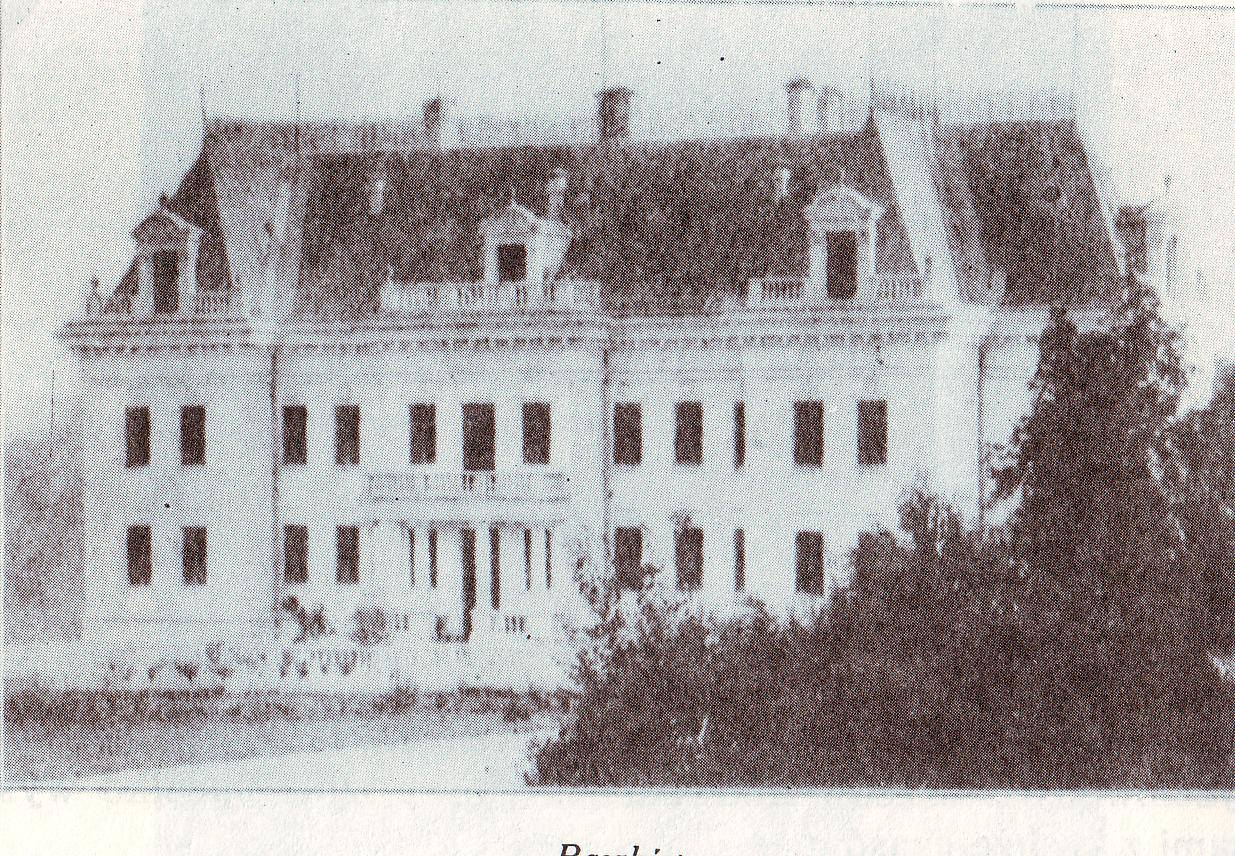
Palacio Juriewicz
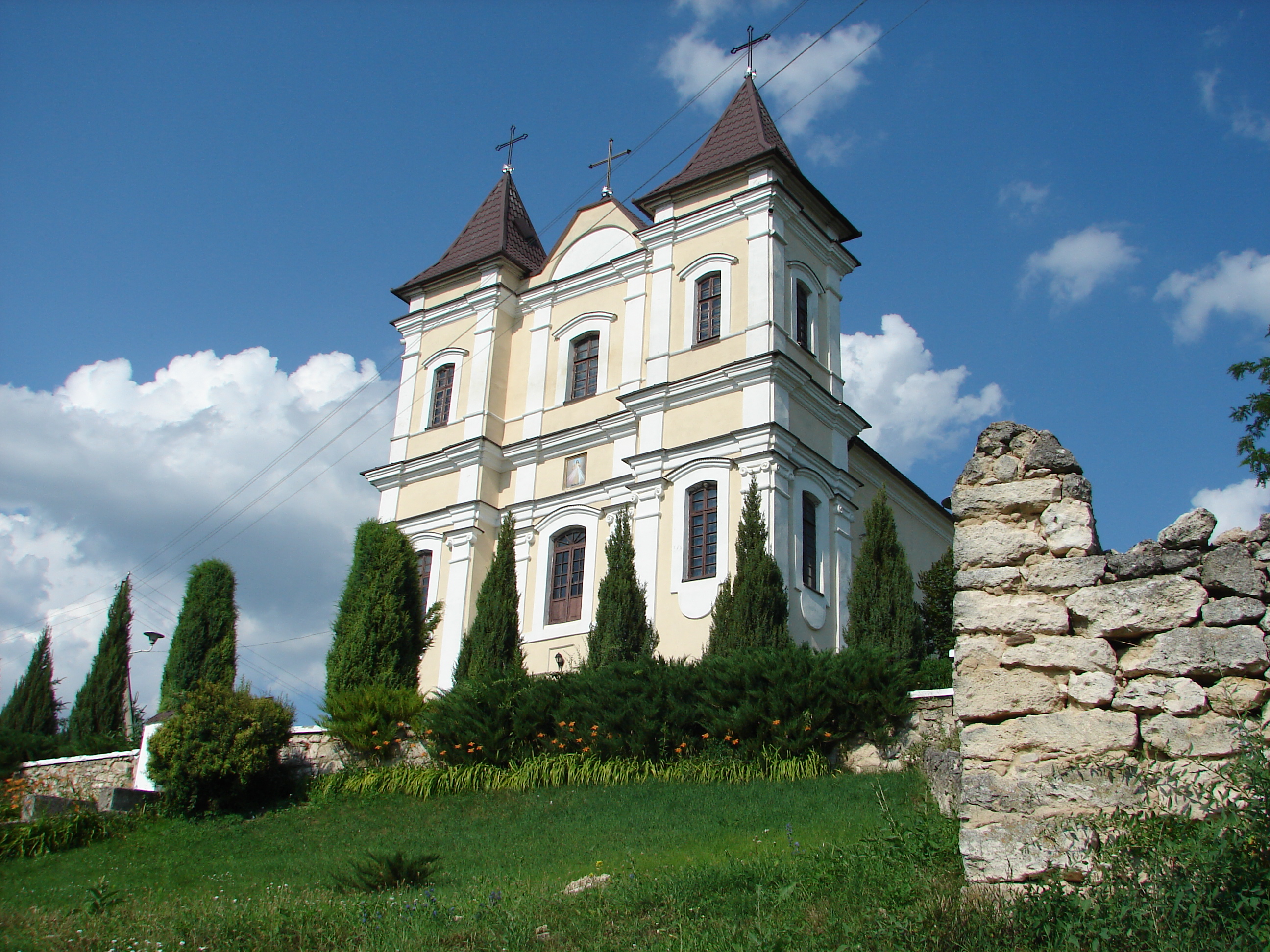
Iglesia de San Cayetano
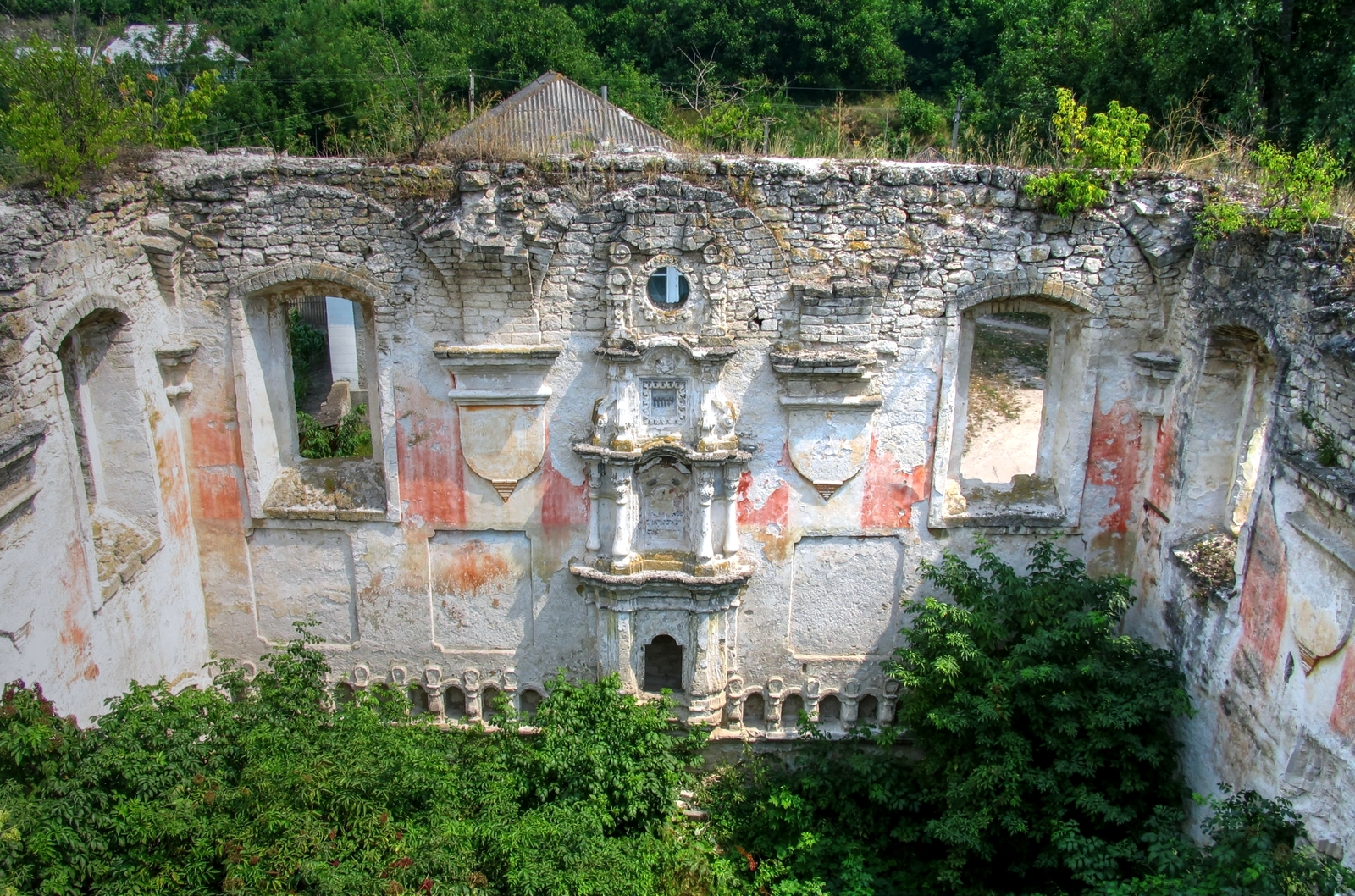
Ruinas de la sinagoga de Rașcov
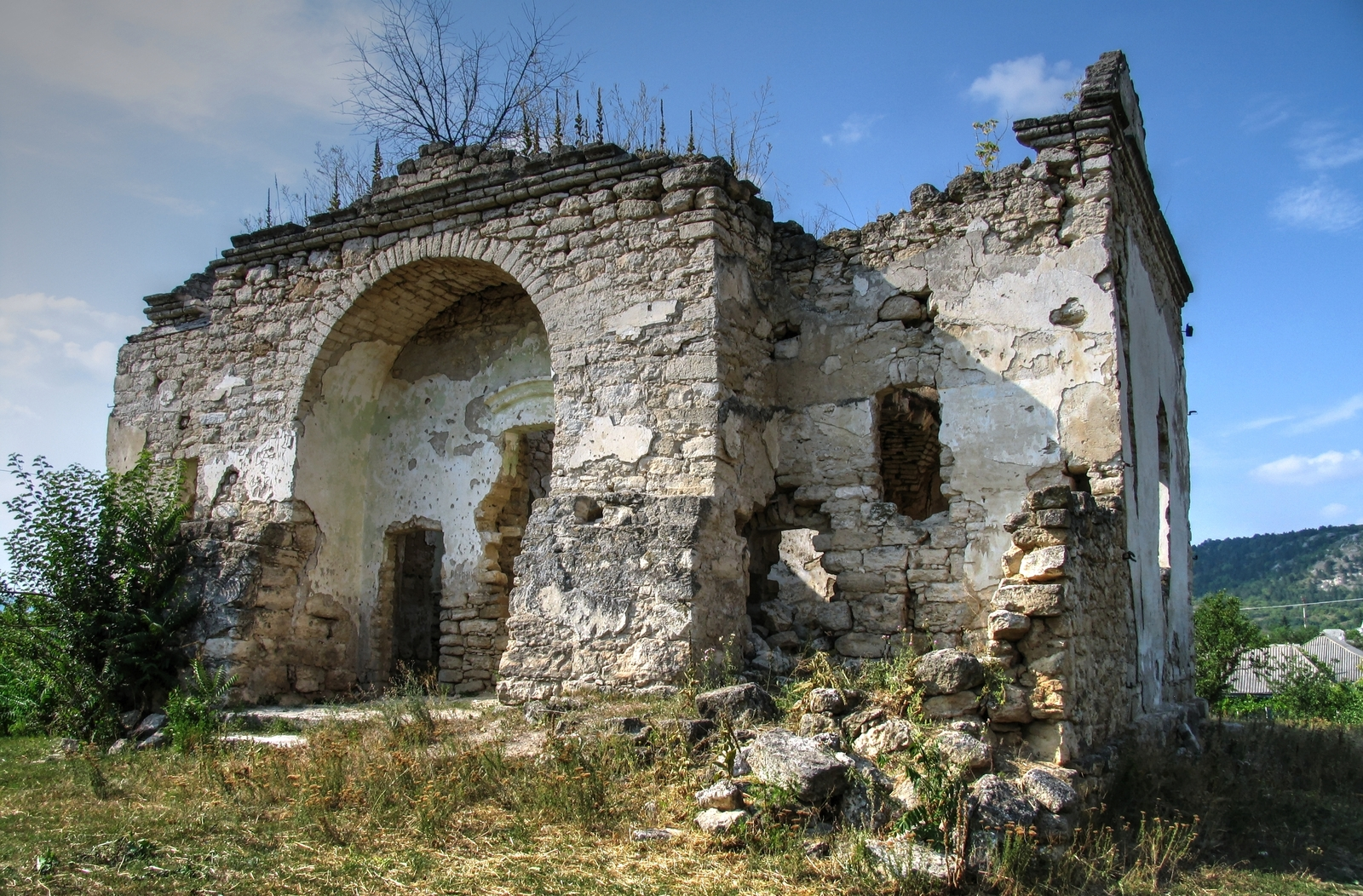
Ruinas de una iglesia ortodoxa